# Paciorecznik

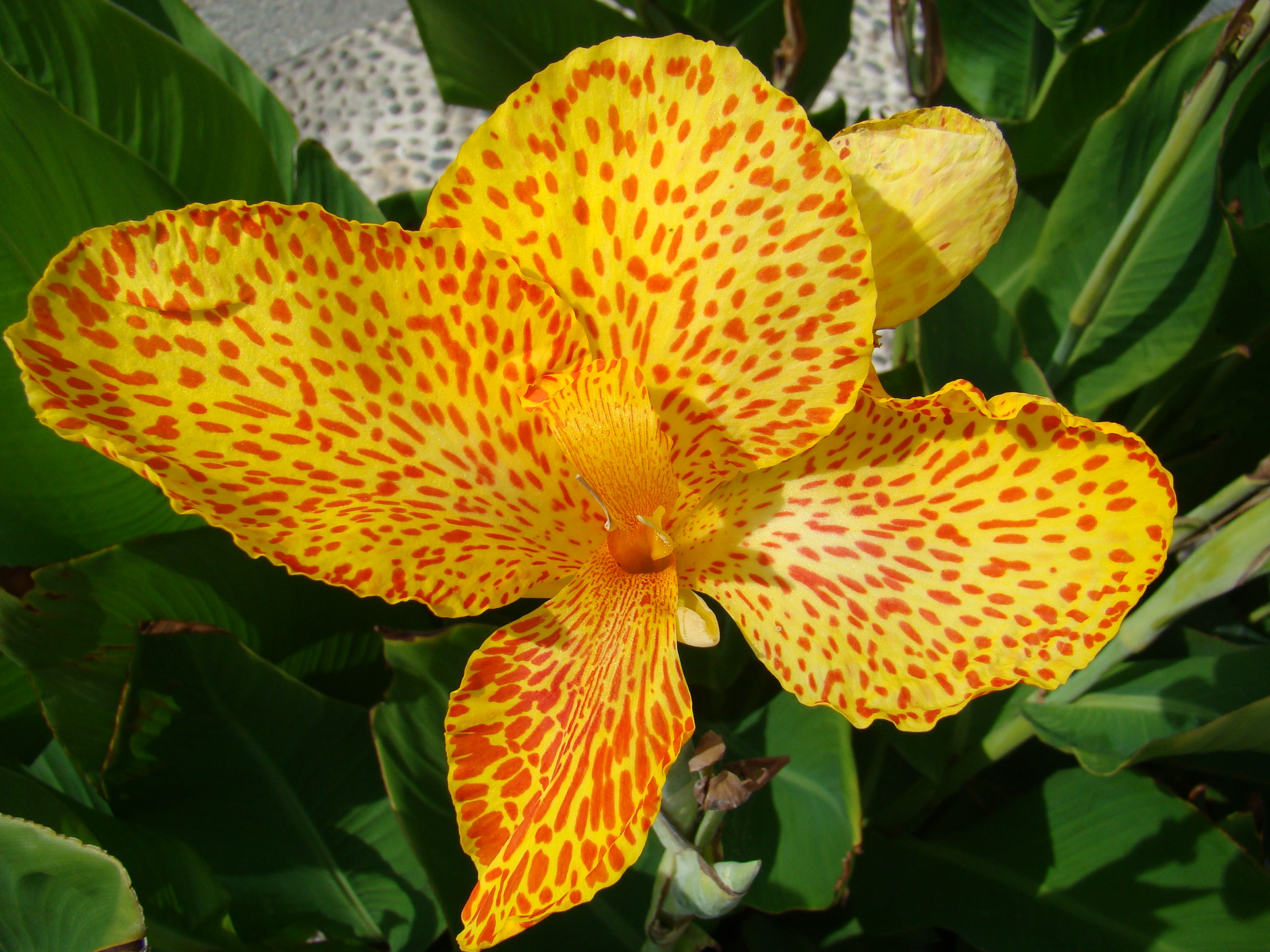
Kwiat odmiany uprawnej

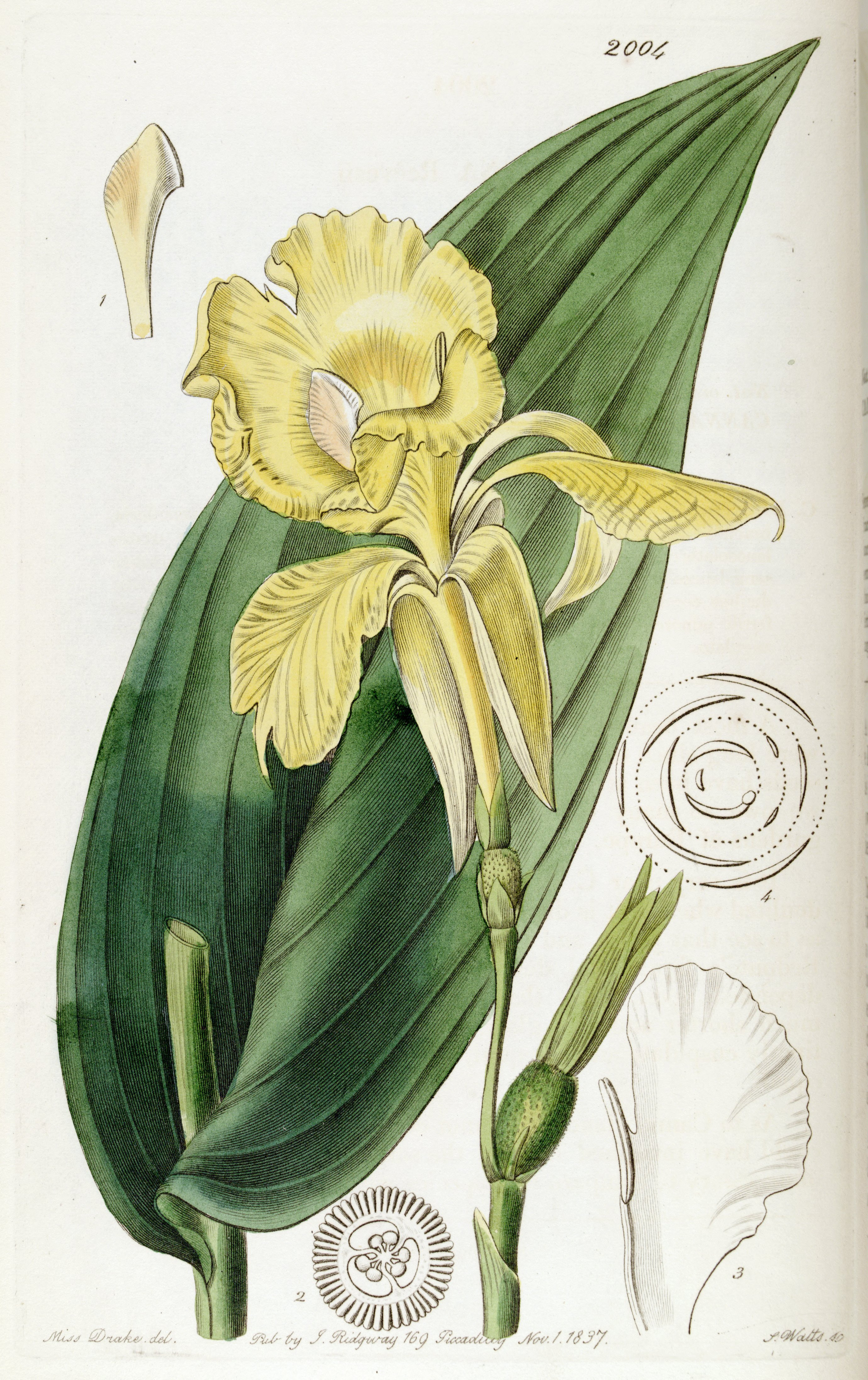
Canna flaccida

Paciorecznik, kanna (Canna L.) – rodzaj roślin z monotypowej rodziny paciorecznikowatych (Cannaceae). Należy do niego według różnych ujęć systematycznych 10, 20 lub nawet 50 gatunków pochodzących z Ameryki Południowej (na północ od Argentyny) i Ameryki Północnej (część południowa i południowo-wschodnia, po Karolinę Południową). Rozpowszechnione zostały na całym świecie uprawiane jako ozdobne, zwykle jako odmiany uprawne mieszańcowego pochodzenia, o genezie tak złożonej, że obecnie już zwykle opisuje się je jako przynależne do rodzaju, a nie jakiegokolwiek gatunku lub gatunków rodzicielskich. Paciorecznik indyjski udomowiony został w północnych Andach 2,5 tys. lat temu, a współcześnie uprawiany jest głównie w Azji południowej i Australii, ma jadalne kłącza bogate w skrobię. Stanowi pożywienie dla ludzi i używany jest jako pasza dla zwierząt. 

## Morfologia
PokrójByliny o zróżnicowanej wysokości od kilkudziesięciu cm do zwykle 3 m, rzadko nawet 5 m. Nie posiadają typowej łodygi, jej rolę spełniają zwinięte u podstawy w rulon liście. Ze środka tej fałszywej łodygi wyrastają pędy kwiatowe. Pod ziemią mają bulwiaste kłącza, różnej wielkości i kształtu. Pędy są nagie.
LiścieDuże, pojedyncze, całobrzegie, skrętoległe, rzadko dwurzędowe.
KwiatyZebrane w szczytowy kwiatostan przewyższający liście. Kwiaty są obupłciowe i asymetryczne. Trzy listki zewnętrznego okółka okwiatu są trwałe, mają kolor zielony do czerwonego, nakładają się na siebie dachówkowato. Z trzech listków wewnętrznego okółka, jeden jest mniejszy, a wszystkie zrośnięte są u nasady w rurkę. Pojedynczy pręcik jest płatowato spłaszczony i ma pojedynczy pylnik umieszczony na krawędzi. Pozostałych 5 pręcików jest zredukowanych całkowicie lub rozwijają się jako płatkowate prątniczki, przy czym jeden zwykle jest okazały. Zalążnia jest dolna, trójkomorowa i zwieńczona jest płatkowato wykształconą szyjką słupka o brodawkowatej powierzchni znamienia. Kwiaty wydzielają nektar wabiący owady.
OwoceGruzełkowate, pokryte wyrostkami, trójdzielne i wielonasienne torebki. Nasiona kuliste rozwijają się w tkance złożonej z włosków.

## Systematyka
Pozycja systematyczna rodzaju i rodziny według APweb (aktualizowany system APG IV z 2016)
Rodzaj paciorecznik należy do monotypowej rodziny paciorecznikowatych (Cannaceae), będącej siostrzaną dla marantowatych (Marantaceae), w obrębie rzędu imbirowców (Zingiberales) z kladu jednoliścienne (monocots).
|  | helikoniowate Heliconiaceae                                               |
|  |                                                                           |
|  | \| \| strelicjowate Streliziaceae \| \| \| \| \| \| Lowiaceae \| \| \| \| |
|  |                                                                           |
|  | strelicjowate Streliziaceae                                               |
|  |                                                                           |
|  | Lowiaceae                                                                 |
|  |                                                                           |

|  | strelicjowate Streliziaceae |
|  |                             |
|  | Lowiaceae                   |
|  |                             |

|  | paciorecznikowate Cannaceae |
|  |                             |
|  | marantowate Marantaceae     |
|  |                             |

|  | imbirowate Zingiberaceae |
|  |                          |
|  | kostowcowate Costaceae   |
|  |                          |

|  | paciorecznikowate Cannaceae |
|  |                             |
|  | marantowate Marantaceae     |
|  |                             |

|  | imbirowate Zingiberaceae |
|  |                          |
|  | kostowcowate Costaceae   |
|  |                          |

|  | helikoniowate Heliconiaceae                                               |
|  |                                                                           |
|  | \| \| strelicjowate Streliziaceae \| \| \| \| \| \| Lowiaceae \| \| \| \| |
|  |                                                                           |
|  | strelicjowate Streliziaceae                                               |
|  |                                                                           |
|  | Lowiaceae                                                                 |
|  |                                                                           |

|  | strelicjowate Streliziaceae |
|  |                             |
|  | Lowiaceae                   |
|  |                             |

|  | paciorecznikowate Cannaceae |
|  |                             |
|  | marantowate Marantaceae     |
|  |                             |

|  | imbirowate Zingiberaceae |
|  |                          |
|  | kostowcowate Costaceae   |
|  |                          |

|  | paciorecznikowate Cannaceae |
|  |                             |
|  | marantowate Marantaceae     |
|  |                             |

|  | imbirowate Zingiberaceae |
|  |                          |
|  | kostowcowate Costaceae   |
|  |                          |

|  | helikoniowate Heliconiaceae                                               |
|  |                                                                           |
|  | \| \| strelicjowate Streliziaceae \| \| \| \| \| \| Lowiaceae \| \| \| \| |
|  |                                                                           |
|  | strelicjowate Streliziaceae                                               |
|  |                                                                           |
|  | Lowiaceae                                                                 |
|  |                                                                           |

|  | strelicjowate Streliziaceae |
|  |                             |
|  | Lowiaceae                   |
|  |                             |

|  | paciorecznikowate Cannaceae |
|  |                             |
|  | marantowate Marantaceae     |
|  |                             |

|  | imbirowate Zingiberaceae |
|  |                          |
|  | kostowcowate Costaceae   |
|  |                          |

|  | paciorecznikowate Cannaceae |
|  |                             |
|  | marantowate Marantaceae     |
|  |                             |

|  | imbirowate Zingiberaceae |
|  |                          |
|  | kostowcowate Costaceae   |
|  |                          |

|  | helikoniowate Heliconiaceae                                               |
|  |                                                                           |
|  | \| \| strelicjowate Streliziaceae \| \| \| \| \| \| Lowiaceae \| \| \| \| |
|  |                                                                           |
|  | strelicjowate Streliziaceae                                               |
|  |                                                                           |
|  | Lowiaceae                                                                 |
|  |                                                                           |

|  | strelicjowate Streliziaceae |
|  |                             |
|  | Lowiaceae                   |
|  |                             |

|  | paciorecznikowate Cannaceae |
|  |                             |
|  | marantowate Marantaceae     |
|  |                             |

|  | imbirowate Zingiberaceae |
|  |                          |
|  | kostowcowate Costaceae   |
|  |                          |

|  | paciorecznikowate Cannaceae |
|  |                             |
|  | marantowate Marantaceae     |
|  |                             |

|  | imbirowate Zingiberaceae |
|  |                          |
|  | kostowcowate Costaceae   |
|  |                          |

Pozycja systematyczna w systemie Reveala (1993–1999)
Gromada okrytonasienne (Magnoliophyta Cronquist), podgromada Magnoliophytina Frohne & U. Jensen ex Reveal, klasa jednoliścienne (Liliopsida Brongn.), podklasa imbirowe (Zingiberidae Cronquist), nadrząd Zingiberanae Takht. ex Reveal, rząd imbirowce (Zingiberales Griseb.), rodzina paciorecznikowate (Cannaceae Link), podrodzina   Cannoideae Link, plemię Canneae Meisn., rodzaj paciorecznik (Canna L.). 
Lista gatunków
- Canna bangii Kraenzl.
- Canna flaccida Salisb.
- Canna glauca L.
- Canna indica L. – paciorecznik indyjski
- Canna iridiflora Ruiz & Pav.
- Canna jaegeriana Urb.
- Canna liliiflora Warsz. ex Planch.
- Canna lineata Ciciar.
- Canna paniculata Ruiz & Pav.
- Canna pedunculata Sims
- Canna tandilensis Ciciar.
- Canna tuerckheimii Kraenzl.

## Zastosowanie
Niektóre gatunki są uprawiane jako rośliny ozdobne. W Polsce są uprawiane zazwyczaj w gruncie, ale jako rośliny cieplejszego klimatu nie są przystosowane do tutejszych warunków i zimą ich kłącze przemarza w ziemi. Uprawia się je więc zazwyczaj jako rośliny jednoroczne z sadzonek wyhodowanych przez specjalistów. Mogą być uprawiane jako rośliny wieloletnie, ale wówczas po zakończeniu kwitnienia przycina się je przy samej ziemi, kłącze zaś jesienią wykopuje się i przechowuje przez zimę w pomieszczeniu o temperaturze 5–8 °C. Wiosną (w marcu) dzieli się je na kawałki (każdy z nich powinien mieć przynajmniej 1 pąk) i pozostawia na powietrzu, aby rany przyschły. Wskazane jest obsypanie ran miałem węglowym. Przeschnięte kłącze sadzi się do doniczek trzymanych w ogrzewanym pomieszczeniu i umiarkowanie podlewa. Do gruntu wysadza się z doniczek dopiero w drugiej połowie maja. Wymagają żyznej, próchnicznej gleby i słonecznego lub nieco tylko zacienionego stanowiska. Rozmnażają się przez podział kłączy lub z nasion.